# Тодорова, Христиана
Христиана Тодорова (болг. Християна Тодорова, родилась 28 ноября 1994 года) — болгарская гимнастка (художественная гимнастика), бронзовый призёр Олимпийских игр 2016 года в групповом многоборье, чемпионка мира 2011 года (3 ленты и 2 обруча) и 2014 года (групповое многоборье).

## Биография
Гимнастикой занималась с 4 лет. Есть младшие сёстры Александра (родилась в 1997 году в Торонто) и Анастасия (родилась в 2004 году в Софии). Первый тренер — Албена Сиракова. Будучи уроженкой Канады, Христиана объявила, что будет выступать только за Болгарию.
Христиана дебютировала в 2009 году на чемпионате Европы в Баку, став бронзовым призёром в командном первенстве среди юниоров. В 2010 году завоевала в Москве на чемпионате мира бронзовые медали в упражнении с 5 обручами. В 2011 году выиграла чемпионат мира в Монпелье в упражнении с тремя лентами и двумя обручами, а также стала бронзовым призёром в групповом многоборье и в упражнении с 5 мячами. В 2012 году выступила на Олимпиаде в Лондоне, заняв 6-е место в групповом многоборье с болгарской сборной, а также стала двукратной призёркой чемпионата Европы в Нижнем Новгороде (серебро в упражнении с 3 лентами и 2 обручами и бронза в упражнении с 5 мячами).
В июне 2014 года Христиана с командой стала чемпионкой Европы в Баку, победив в упражнении с 10 булавами и взяв также бронзу в упражнении с 3 мячами и 2 лентами. В сентябре выиграла групповое многоборье на чемпионате мира в Измире и заняла 2-е место в упражнении с 3 мячами и 2 лентами, принеся первую с 1996 года победу Болгарии на чемпионатах мира в групповом многоборье. 22 декабря 2014 года Христиана и её друзья по сборной получили приз как лучшая команда года в Болгарии. В 2015 году Тодорова стала серебряным призёром чемпионата мира в Штутгарте в групповом многоборье и бронзовым призёром в упражнении с 6 булавами и двумя обручами.
В 2016 году Христиана Тодорова завоевала бронзовую медаль в групповом многоборье на Олимпиаде в Рио-де-Жанейро: вместе с ней в команде выступали Ренета Камберова, Любомира Казанова, Михаэла Маевска-Величкова и Цветелина Найденова. Медаль они посвятили гимнастке Цветелине Стояновой, которая по состоянию здоровья была отстранена от тренировок и пропустила Игры, а спустя несколько дней после отстранения чуть не покончила с собой, выпрыгнув из окна своей квартиры в Софии. На церемонии закрытия Игр Маевска была знаменосцем сборной Болгарии. В том же году Тодорова стала бронзовым призёром чемпионата Европы в Холоне в упражнении с 6 булавами и 2 обручами.
В 2016 году Тодорова взяла серебряную и бронзовую медали на этапе Кубка мира в Пезаро (многоборье и ленты соответственно), а на этапе в Казани взяла верх в многоборье. Карьеру завершила в 2016 году, стала судьёй международного класса. В 2020 году выпустила книгу «След смущённой души» (болг. Следа от объркана душа).

## Выступления на Олимпиадах
| Год  | Турнир    | Место          | Музыка                                                         | Дисциплина           | Место в финале | Баллы в финале | Место в отборе | Баллы в отборе |
| ---- | --------- | -------------- | -------------------------------------------------------------- | -------------------- | -------------- | -------------- | -------------- | -------------- |
| 2016 | Олимпиада | Рио-де-Жанейро |                                                                | Групповое многоборье | 3-е            | 35.766         | 7-е            | 34.182         |
| 2016 | Олимпиада | Рио-де-Жанейро | Chateau, Mona Lisa Overdrive, Burly Brawl (Matrix) (Роб Дуган) | 6 булав / 2 обруча   | 3-е            | 18.066         | 5-е            | 16.616         |
| 2016 | Олимпиада | Рио-де-Жанейро | Ювиги хан (Георги Андреев)                                     | 5 лент               | 2-е            | 17.700         | 5-е            | 17.566         |